# Marktpleinkerk

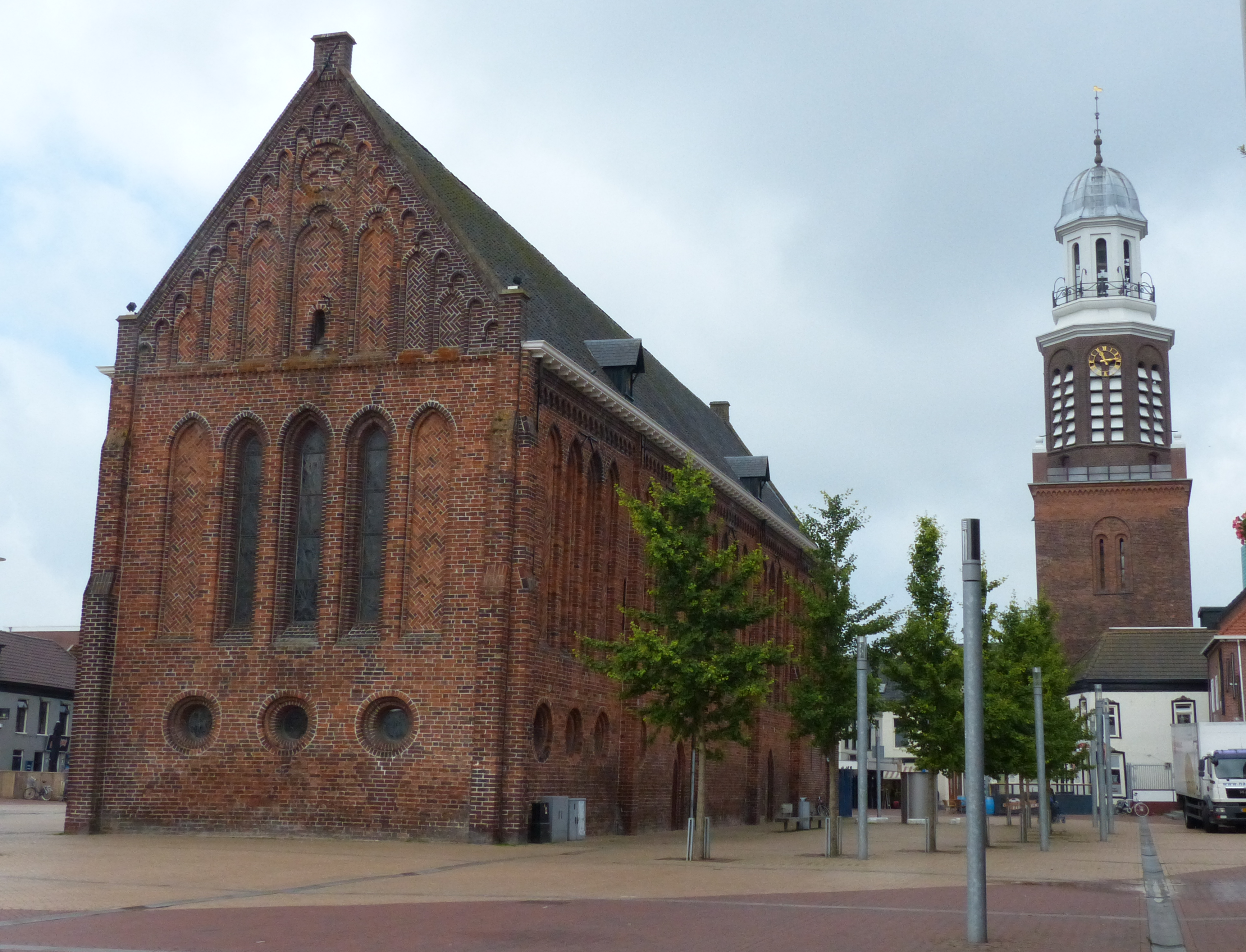
Grote Kerk (Winschoten)

Die Grote Kerk oder Marktplatzkirche (niederländisch Marktpleinkerk), ursprünglich Sint-Vituskerk, ist ein im Stil der Romano-Gotik errichtetes Kirchengebäude  mit einem freistehenden Glockenturm der Protestantischen Kirche in den Niederlanden im Zentrum der ostgroninger Stadt Winschoten.

## Geschichte
Bis zum 16. Jahrhundert gehörte Winschoten kirchlich gesehen zur Abtei Corvey an der Weser. Sie wurde erstmals 1474 erwähnt. Die Reliquien des Heiligen Vitus wurden seit 583 in Lukanien und Sizilien verehrt. Im Jahr 756 wurden sie von Abt Fulrad in die Abtei Saint-Denis bei Paris gebracht. Von dort wurden sie im Jahr 836 von Abt Hildewijn in die Abtei Corvey gebracht. In dieser Abtei wurden die Reliquien des heiligen Vitus aufbewahrt und verehrt. Viele Pfarreien, die zur Abtei Corvey gehörten, waren dem heiligen Vitus geweiht, darunter auch die Pfarrei in Winschoten. Die Verbindung von Winschoten mit der Abtei Corvey ist noch heute im Stadtwappen sichtbar, auf dem der heilige Vitus abgebildet ist. Die Marktpleinkirche wurde seit der Reformation Ende des 16. Jahrhunderts reformiert. Die Katholiken haben in Winschoten ihre eigene St. Vitus-Kirche von 1880.

## Beschreibung

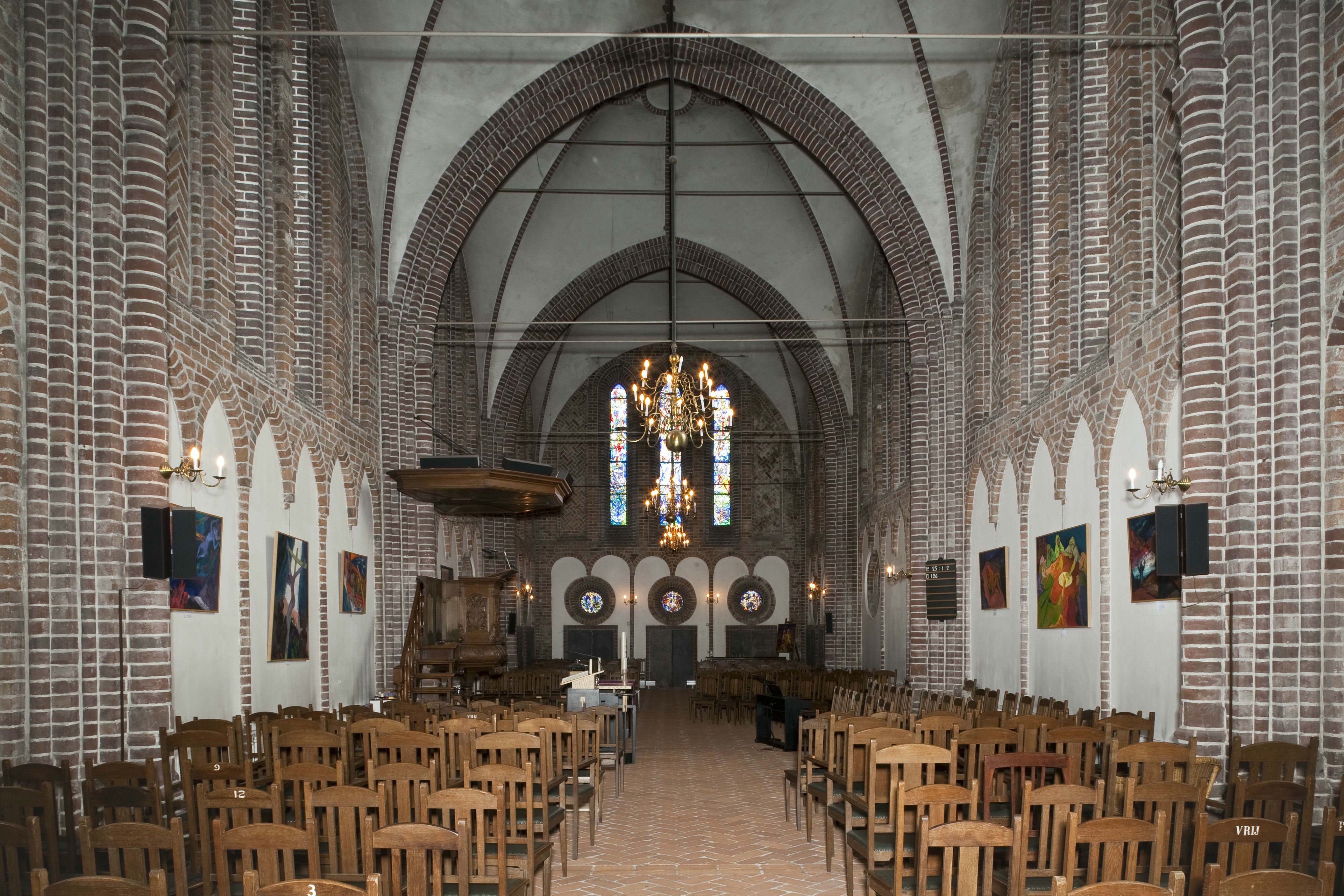
Innenansicht

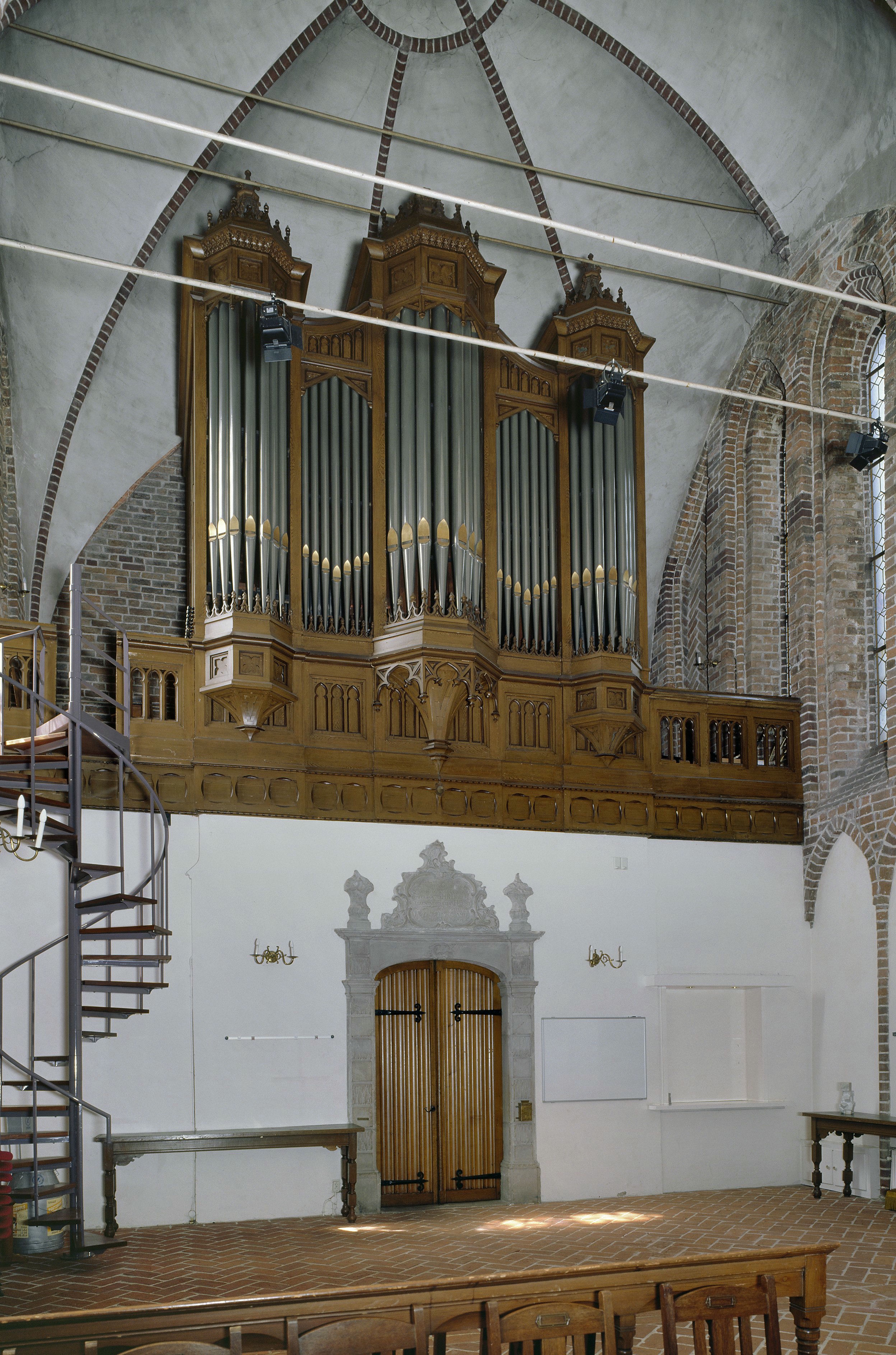
Bätz-Witte-Orgel von 1868 mit dem Rokoko-Prospekt von 1772

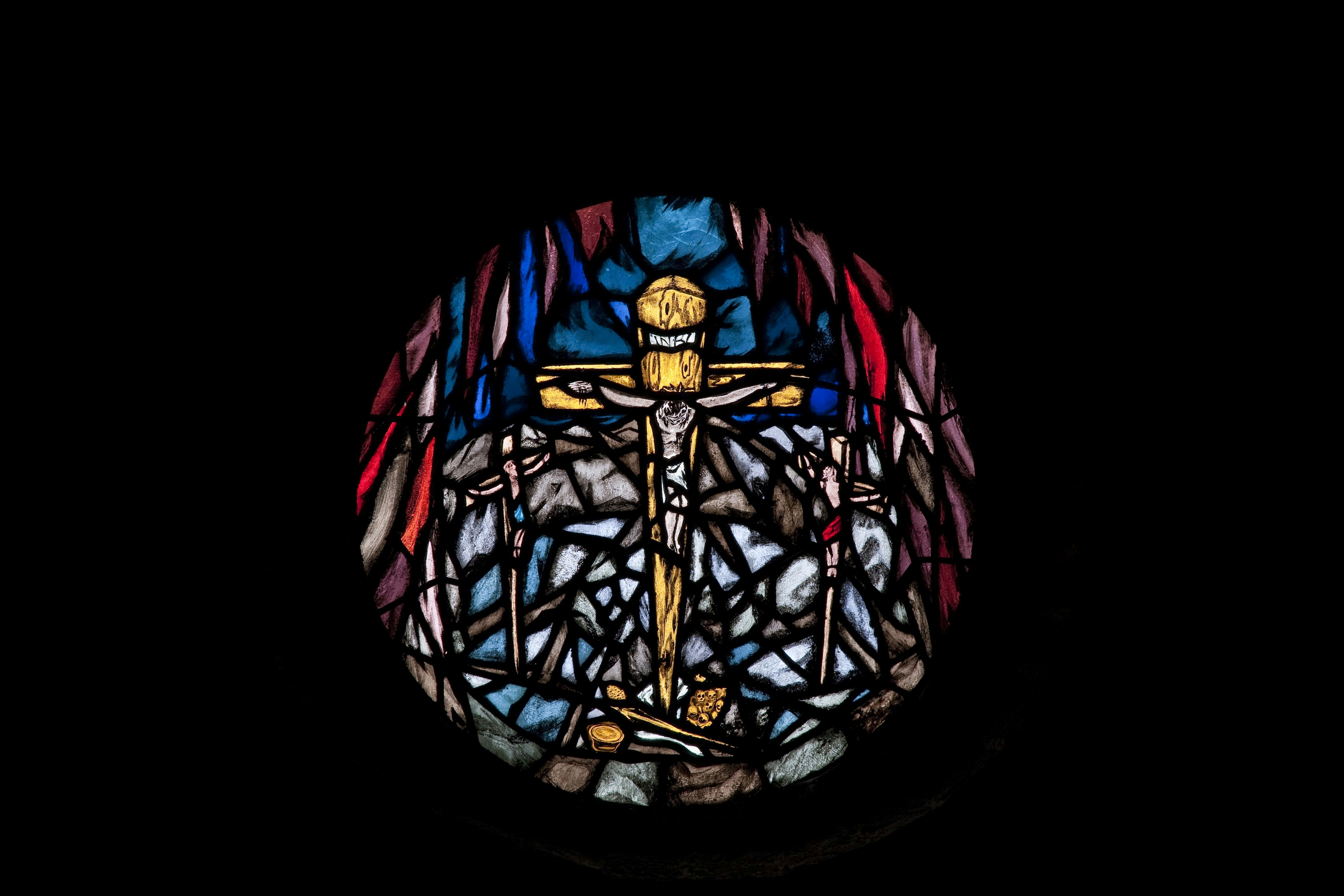
Die Kreuzigung, Glasmalerei von Femmy Schilt-Geesink

Die Kirche St. Vitus wurde um 1275 erbaut. Die Gemeinde wird erstmals 1482 erwähnt. Während des Achtzigjährigen Krieges wurde das Gebäude beschädigt, als die Generalstaaten es 1593 zu ihrer Verteidigungsfestung machten.
Die Kirche stand inmitten eines großen Kirchhofs, der erst im 19. Jahrhundert zum zentralen Marktplatz von Winschoten wurde. Das Kirchengebäude gilt als makelloses Beispiel für die Romanogotik, aber das liegt auch daran, dass die meisten Spuren anderer Baustile aus den dazwischen liegenden Jahrhunderten bei einer gründlichen Restaurierung in den Jahren 1905–1907 durch den Staatsarchitekten C.H. Peters und den Stadtarchitekten Klaas de Grooth beseitigt wurden. Die gestreckte Kirche ist 41 m lang und 8,65 m breit und hat fünf Joche mit je zwei hohen, schmalen Spitzbogenfenstern, die von gleichförmigen Nischen mit opus spicatum flankiert werden. Der Chor ist von einer Reihe von kleinen Hagioskopen umgeben. An den Wänden befindet sich eine lange Reihe von Grabsteinen. Die älteste ist für Gerhardus Wemhof, der von 1582 bis 1607 der erste Pfarrer war.
Das Innere verströmt den Geist der spätmittelalterlichen Gotik, insbesondere durch die 22 hohen Fenster, deren Glasmalereien von der Künstlerin Femmy Schilt-Geesink in den Jahren 1948–1970 entworfen und von ihrem Ehemann Johan Schilt ausgeführt wurden. Der spätgotische Stil ist auch am Taufstein und am Altarbild zu erkennen. Die barocke Kanzel von Jan Bitter sr. aus dem Jahr 1745 mit Schnitzereien von Casper Struiwig stammt aus der Kirche des abgerissenen Dorfes Oterdum in der Delfzijlster Oosterhoek. Die ursprüngliche Kanzel von 1695 aus der Marktpleinkirche war bereits 1907 in die Grote oder Sint-Nicolaaskerk in Monnickendam versetzt worden.
Der alte Westeingang im Rokokostil, der sich seit der Restaurierung im Inneren unter der Orgel befindet, trägt die Jahreszahl 1772 und wurde von B. Coender angefertigt.
Die zweimanualige Orgel der Marktplein-Kirche hat 23 Register und ein Pedal. Der Spieltisch befindet sich an der Seite der Orgel und wurde 1868 von Christian Gottlieb Friedrich Witte, dem Inhaber der Firma J. Bätz & Co. eingebaut. Die Orgel ist das einzige Instrument dieses berühmten Utrechter Orgelbauers in der Provinz Groningen. Nach der Kirchenrestaurierung von 1905–1907 wurde sie durch die Firma Van Dam ersetzt. Nachdem auch Mense Ruiter Arbeiten an der Orgel durchgeführt hatte, führte die Firma Reil aus Heerde in den Jahren 2000–2001 eine Generalrestaurierung auf der Grundlage eines Berichts von Jan Jongepier durch.
Vor dem westlichen Eingang wurde ein moderner hellblauer Zaun um zwei Spalierbäume errichtet. Im Jahr 2012 kam es in Winschoten zu einer Kontroverse über den Plan der protestantischen Gemeinde, die Marktkirche um einen gläsernen Anbau zu erweitern. Da die Finanzierung nicht zustande kam (die Vennekerk musste dafür verkauft werden), wurde das Vorhaben 2013 aufgegeben. Im Jahr 2020 wurde die Kirche einer Innenrenovierung unterzogen.

## Turm
Der separate Kirchturm steht 23 Meter vom Kirchengebäude entfernt in der nach ihm benannten Turmstraße. Der untere Teil stammt vermutlich ebenfalls aus dem 13. Jahrhundert, aber der Turm wurde stufenweise auf 41 Meter erhöht und stammt in seiner heutigen Größe aus dem 16. Jahrhundert. Der weiße Verputz, den der Turm von 1856 bis 1931 trug, hat ihm den Spitznamen „d'Olle Witte“ eingebracht, in Analogie zu „d’Olle Grieze“, dem Martinitoren in der Stadt Groningen. Es gibt zwei schwingende Glocken aus den Jahren 1773 und 1826. Bei der Restaurierung des Turms in den Jahren 1930–1931 wurde die baufällige Turmspitze durch eine achteckige Laterne mit Kuppeldach ersetzt, die von dem Stadtarchitekten Derk Bolhuis entworfen wurde. Der Turm erhielt dann auch ein Glockenspiel mit 25 Glocken aus der englischen Glockengießerei Gillett & Johnston in Croydon, die jedoch von den deutschen Besatzern beschlagnahmt und eingeschmolzen wurden. Im Jahr 1947 wurde ein neues Glockenspiel von der Glockengießerei Van Bergen in Heiligerlee installiert. Diese verfügt über 35 Glocken, die seit 2013 aufgrund von Einsparungen der Stadtverwaltung nicht mehr regelmäßig erklingen, und die Stelle des Stadtglockenspielers wurde abgeschafft.